# Sabor Jerez
Sabor Jerez es un grupo musical flamenco originado en Jerez de la Frontera.

## Miembros

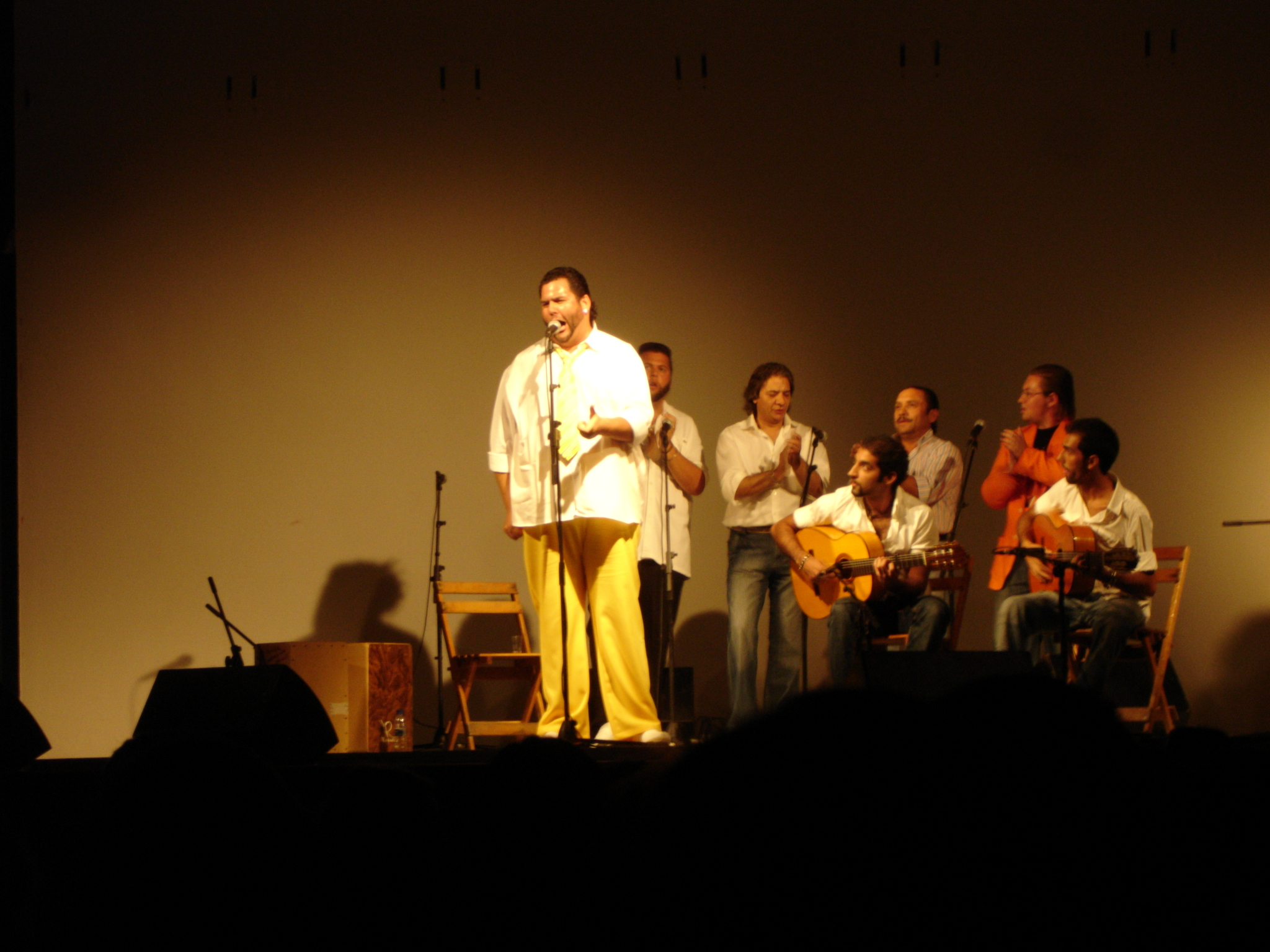
Juanillorro al cante

Entre otros, destacan en el grupo los siguientes artistas que también actúan de manera individual:
- Jesús Méndez
- Juanilloro (que también actuaba individualmente[3]). Premio en la 51 Fiesta de la Bulería[4]
- Anabel Rosado
- Sonia García
- Sara Salado
- Andrés Lazo "El pescailla".[5]

## Grabaciones de estudio
Su único trabajo de estudio hasta la fecha ha sido Soniquete Flamenco en Jerez, editado en 2004 como CD y DVD, grabado por Fernando Moreno.